# Reidar Hjermstad
Reidar Hjermstad (* 10. Oktober 1937 in Elverum) ist ein ehemaliger norwegischer Skilangläufer.

## Werdegang
Hjermstad, der für den Hernes IL startete, belegte bei den nordischen Skiweltmeisterschaften 1962 in Zakopane den 16. Platz über 30 km. Im März 1962 wurde er beim Holmenkollen Skifestival Zweiter über 50 km. Im folgenden Jahr siegte er bei den Lahti Ski Games über 15 km und über 50 km. Dafür erhielt er die Aftenposten-Goldmedaille und wurde Sportler des Jahres. Im selben Jahr errang er beim Holmenkollen Skifestival den vierten Platz im 50-km-Lauf und den zweiten Platz bei den Svenska Skidspelen in Falun mit der Staffel. Bei den Olympischen Winterspielen 1968 in Grenoble kam er auf den 17. Platz über 15 km und auf den achten Rang über 50 km. Im März 1971 errang er bei den Lahti Ski Games den dritten Platz über 50 km. Im selben Jahr erhielt er die Holmenkollen-Medaille. Bei seiner letzten Olympiateilnahme im Februar 1972 in Sapporo gelang ihm der vierte Platz über 50 km. Bei norwegischen Meisterschaften siegte er zweimal über 15 km (1963, 1968), zweimal über 50 km (1964, 1969) und im Jahr 1967 mit der Staffel von Hernes IL.